# Chiesa di San Prospero (Milano)
La chiesa di San Prospero era una chiesa di Milano. Situata in via San Prospero, fu demolita nel 1786.

## Storia e descrizione
La chiesa è di origine antica: la sua presenza è attestata in documenti del 1119. Sei secolo dopo abbiamo notizia della chiesa che, versando in stato quasi rovinoso, venne assegnata ad una compagnia laica che si sarebbe presa cura di malati e l'adempimento di servizi funebri. Nel 1737 la chiesa fu completamente rifatta e la confraternita a cui già era assegnata la chiesa vi si reinsediò sotto la Confraternita della morte. Prima dei rifacimenti a cura della confraternita, la chiesa veniva aperta soltanto la domenica. L'edificio prima del rifacimento settecentesco si presentava ad una sola navata con soffitto in legno, mentre i rifacimenti avvennero durante la pubblicazione del libro del Latuada, che non poté descrivere il nuovo aspetto.